# Tres Capones

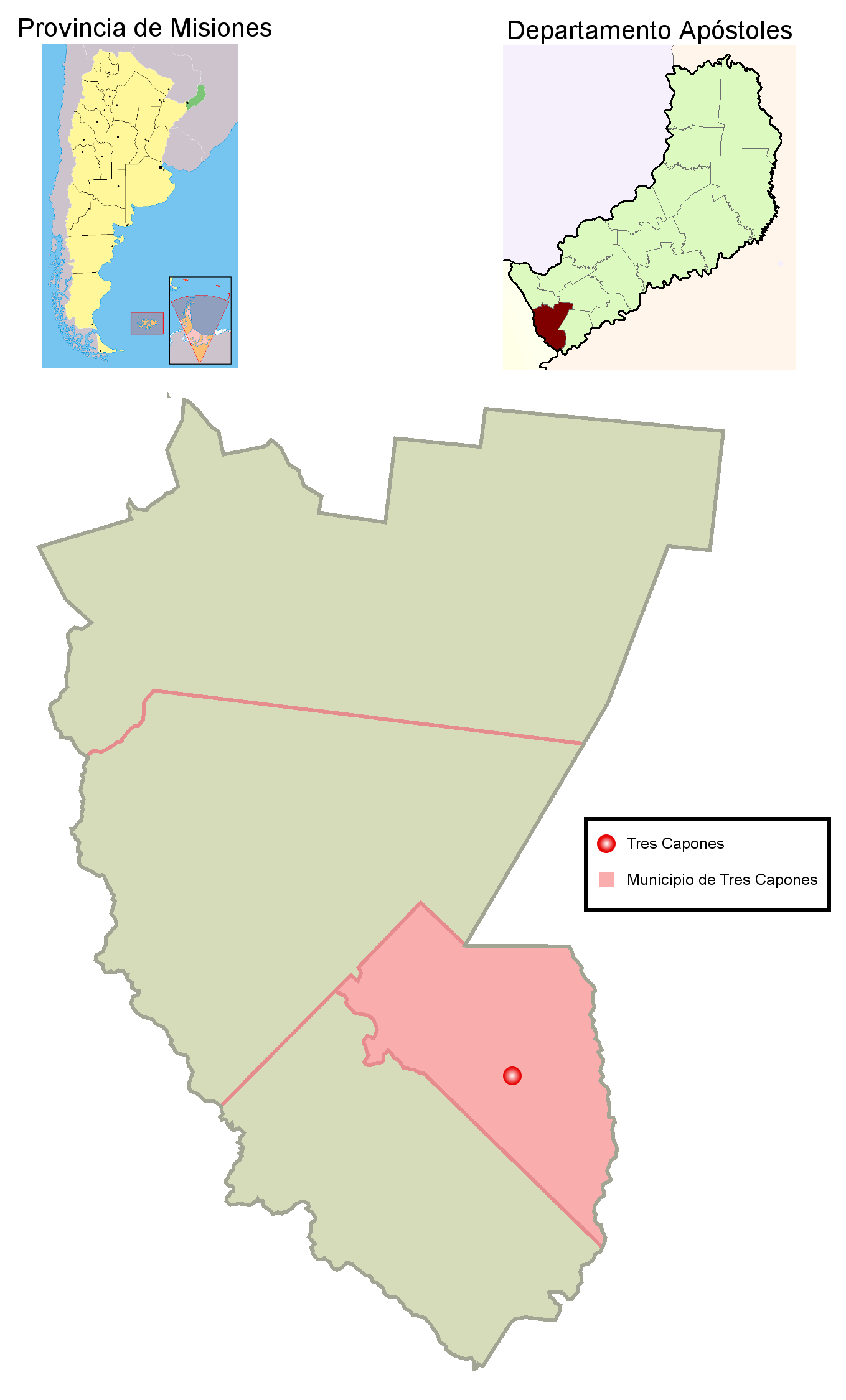
Área del municipio de Profundidad en la Provincia de Misiones.

Tres Capones es una localidad y municipio argentino de la provincia de Misiones, ubicado dentro del departamento de Apóstoles. 
Se ubica a una latitud de 27° 59' Sur y a una longitud de 55° 36' Oeste. La localidad se encuentra en el cruce de dos rutas de ripio: la ruta Provincial 2, que la comunica al oeste con Azara y al este con Concepción de la Sierra, y la ruta Provincial 202, que la conecta al norte con Apóstoles y al sur con Rincón de Azara y Barra Concepción.
El municipio cuenta con una población de 1.234 habitantes, según el censo del año 2010 (INDEC).

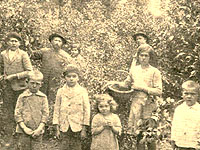
Inmigrantes ucranianos cosechando yerba mate en Tres Capones.

Los primeros pobladores han sido los guaraníes, quienes hasta nuestros días habitan la zona. Luego  llegaron a fines del siglo XIX, inmigrantes provenientes de Ucrania. Los ucranianos eran férreos defensores de sus costumbres, por lo que en 1907 fundaron una escuela en el poblado. La Iglesia Ortodoxa tiene en Tres Capones un bello templo con una enorme campana que tiene sólo 2 pares en todo el mundo. El pico de desarrollo local ocurrió en los años 1940, fecha de la cual quedan deterioriados edificios como el del Club Social. Justamente en 1949 se crea la primera Comisión de Fomento, antesala del actual municipio.

## Toponimia
Proviene de un vocablo portugués que significa Tres Mogotes. Pese a que hubo intentos de castellanizar la denominación, esta se encontraba tan extendida que la idea no prosperó.

## Población
Contaba con 225 habitantes (Indec, 2001), lo que más que quintuplica los 41 habitantes (Indec, 1991) del censo anterior, constituyéndose en una de las localidades de mayor crecimiento poblacional relativo.